# 管水達達民戸達魯花赤之印
管水達達民戸達魯花赤之印（かんすいたつたつみんとたつろかせきのいん）は、中華人民共和国で出土した青銅製の印である。

## 概要
1977年6月、黒龍江省ハルビン市阿城区金上京城跡から出土した。
パスパ文字で、印の部分には「管水達達民戸達魯花赤之印」と、持ち手の部分には「至元十五年十二月，中書礼部造」と刻まれている。「達魯花赤（「達魯噶斉」も同意義とされる）」の部分は総管を指す言葉だとされている。
至元十五年との記述から、クビライ代に制作されたものだとされている。制作された時期はまだ水達達路は建設されていなかったとされているが、市民が住む地域を达魯花赤（総管）が管理されていたので、このような文章ができたとされている。
青銅製。長さ1辺6.3cm。

### 価値
この印は文章だけ見ると「この地域（路）は达魯花赤が管理しています」という特に重要性のない文章となっているが、金の首都であったハルビン市に発達した都市が作られていたことを示す、重要な印となっている。
また、達魯花赤が管理していることから、元の役職は初期の段階で既に作られていたことも示している。
因みにその他でも「達魯花赤」とある印は見つかっていることから、「達魯花赤」は元に広く設置されていた役職であることが分かる。